# Eremophila linearis
Eremophila linearis är en flenörtsväxtart som beskrevs av R.J. Chinnock. Eremophila linearis ingår i släktet Eremophila och familjen flenörtsväxter. Inga underarter finns listade i Catalogue of Life.